# Ilya Shurygin
Ilya Vitalyevich Shurygin (tiếng Nga: Илья Витальевич Шурыгин; sinh ngày 28 tháng 7 năm 1998) là một cầu thủ bóng đá người Nga thi đấu cho SFC CRFSO Smolensk.

## Sự nghiệp câu lạc bộ
Anh có màn ra mắt tại Giải bóng đá chuyên nghiệp quốc gia Nga cho SFC CRFSO Smolensk vào ngày 19 tháng 7 năm 2017 trong trận đấu với FC Kolomna.